# Збройні сили Гвінеї-Бісау
Народні революційні збройні сили Гвінеї-Бісау (порт. Forças Armadas Revolucionárias do Povo, FARP) — сукупність військ Республіки Гвінея-Бісау, призначена для захисту свободи, незалежності і територіальної цілісності держави. Складаються з сухопутних військ, військово-морських сил та повітряних сил.

## Склад збройних сил

### Повітряні сили

Розпізнавальний знак